# Bryan A. Garner
Bryan Andrew Garner (ur. 17 listopada 1958 w Lubbock) – amerykański prawnik i leksykograf.
Jego dorobek obejmuje ponad 20 książek z zakresu prawa, języka i praktyki pisarskiej. Jest autorem publikacji normatywnych na temat standardowego języka angielskiego, takich jak Garner's Modern English Usage.

## Wybrana twórczość
- A Handbook of Business Law Terms (1999)
- A Handbook of Basic Law Terms (1999)
- Guidelines for Drafting and Editing Court Rules (2002)
- HBR Guide to Better Business Writing (2013)
- Garner's Modern English Usage (2016)
- The Chicago Guide to Grammar, Usage, and Punctuation (2016)